# یکابپیلس
{{Infobox settlement|name=Jēkabpils|native_name=|settlement_type=City|other_name=|nickname=|motto=|image_skyline=Jēkabpils pilsētas laukums.JPG|imagesize=|image_caption=|image_flag=Bandera Jekabpils.png|flag_link=|image_shield=Escut Jekabpils.png|shield_link=|pushpin_map=Latvia|pushpin_label_position=|pushpin_map_caption=Location in Latvia
| مختصات = ۵۶°۲۹′۵۸″ شمالی ۲۵°۵۲′۴۲″ شرقی / ۵۶٫۴۹۹۴۴°شمالی ۲۵٫۸۷۸۳۳°شرقی
یکابپیلس (به آلمانی: Jakobstadt) یک سکونتگاه مسکونی در لتونی با جمعیت ۲۵٬۸۸۳ نفر است که در لتونی واقع شده‌است.